# Abriek (1896)
Abriek (ros. Абрек) – rosyjski krążownik torpedowy z lat 90. XIX wieku. Okręt został zwodowany 23 maja 1896 roku w stoczni Crichton w Åbo, a do służby w Marynarce Wojennej Imperium Rosyjskiego został wcielony we wrześniu 1897 roku, z przydziałem do Floty Bałtyckiej. Od 1907 roku jednostkę wykorzystywano jako okręt łącznikowy, a w 1908 roku została przekazana straży granicznej. Po wybuchu I wojny światowej okręt zmobilizowano i znów pełnił funkcje łącznikowe. W grudniu 1918 roku jednostka została przystosowana do roli okrętu ratowniczego, a od 1926 roku na powrót pełniła funkcję okrętu łącznikowego. W 1940 roku okręt stał się hulkiem, a w 1948 roku został złomowany.

## Projekt i budowa
„Abriek” był krążownikiem torpedowym, stanowiącym ulepszony wariant pierwszej jednostki tej klasy w Rosji – „Lejtienant Iljin”, o poprawionej dzielności morskiej . Okręt zbudowany został w stoczni Crichton w Åbo . Stępkę jednostki położono w czerwcu 1895 roku, a zwodowany został 23 maja 1896 roku. Koszt budowy okrętu wyniósł w przeliczeniu 53 600 £.

## Dane taktyczno-techniczne

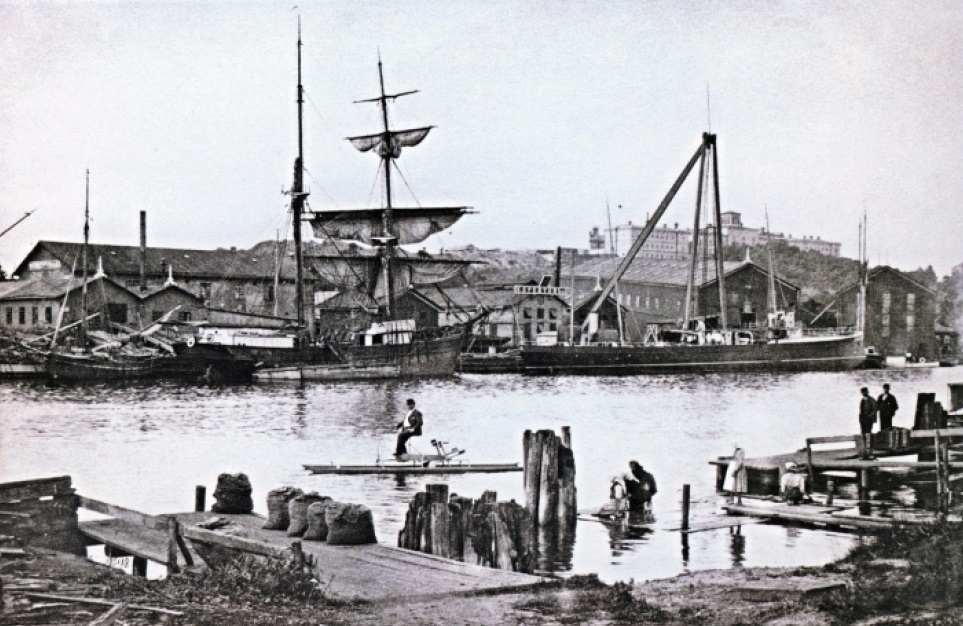
„Abriek” (z prawej) w trakcie budowy w 1897 roku

Okręt był krążownikiem torpedowym o kadłubie wykonanym ze stali. Długość całkowita wynosiła 65,53 metra, szerokość 7,75 metra i zanurzenie 3,2–3,35 metra . Wyporność normalna wynosiła 535 ton, a pełna 675 ton . Okręt napędzany był przez dwie pionowe maszyny parowe potrójnego rozprężania o łącznej mocy 4500 KM, do której parę dostarczały cztery kotły Normand – du Temple . Dwuśrubowy układ napędowy pozwalał osiągnąć prędkość 21,2 węzła . Okręt mógł zabrać zapas węgla o maksymalnej masie 120 ton, co zapewniało zasięg wynoszący 2000 Mm przy prędkości 12 węzłów . Jednostka miała dwa stery.
Jednostka wyposażona była w dwie pojedyncze nadwodne wyrzutnie torped kalibru 450 mm: jedną stałą na dziobie oraz jedną obracalną na pokładzie, z łącznym zapasem ośmiu torped . Uzbrojenie artyleryjskie stanowiły dwa pojedyncze działa kalibru 120 mm Canet L/48 oraz cztery pojedyncze działa trzyfuntowe kalibru 47 mm Hotchkiss M1885 L/40 . Opancerzenie pokładu wynosiło 13 mm.
Załoga okrętu liczyła 88 oficerów, podoficerów i marynarzy .

## Służba
„Abriek” został wcielony do służby w Marynarce Wojennej Imperium Rosyjskiego we wrześniu 1897 roku. Jednostka weszła w skład Floty Bałtyckiej. Od października 1907 roku jednostkę wykorzystywano jako okręt łącznikowy . We wrześniu 1908 roku z pokładu okrętu zdemontowano obydwa działa kalibru 120 mm, dwa działa kalibru 47 mm i wyrzutnie torped, instalując w zamian cztery pojedyncze działa kalibru 57 mm Hotchkiss L/50; po tym przezbrojeniu jednostka została przekazana straży granicznej . Po wybuchu I wojny światowej w sierpniu 1914 roku okręt zmobilizowano i znów pełnił funkcje łącznikowe . W grudniu 1918 roku jednostka została przystosowana do roli okrętu ratowniczego, którą sprawowała do 1921 roku . Wówczas została po raz drugi przezbrojona: zdjęto wszystkie działa kalibru 57 i 47 mm, montując w ich miejscu dwa działa kalibru 120 mm Canet L/48, działo kalibru 37 mm Hotchkiss L/20 oraz karabin maszynowy kalibru 7,62 mm L/94 . Od kwietnia 1926 roku „Abriek” na powrót pełnił rolę okrętu łącznikowego . W czerwcu 1940 roku okręt został przystosowany do pełnienia funkcji hulku, a w 1948 roku został złomowany .